# Anders Gustaf Anderson
Anders Gustaf Anderson, född 19 april 1780 i Växjö, död 30 mars 1833 i Stockholm, var en svensk miniatyrmålare.

## Biografi
Anders Gustaf Anderson föddes i Växjö den 19 april 1780 som son till garvarmästare Anders Andersson och Maria Bergström. Han var bror till Salomon Andersson. Han började först studera, men kom att intressera sig för målaryrket och avbröt sina studier. Efter fem års arbete som yrkesmålare fick han kontakt med Lorentz Svensson Sparrgren och utbildade sig som dennes elev till miniatyrmålare. Han medverkade i Konstakademiens utställningar bland annat med porträtten av Fredric af Chapman och Olof Tempelman. Han blev agré vid Konstakademien 1813. I hans främsta verk syns tydliga influenser från mästaren och från Domenico Bossi. Han gifte sig 1822 med Johanna Ulrika Thelin.

## Representerad
- Göteborgs konstmuseum [3]
- Nationalmuseum, Stockholm.[4] med 26 verk, däribland ett självporträtt och ett porträtt av grosshandlare K. J. Kock samt skeppsbyggmästaren och viceamiralen Fredrik Henrik af Chapman.
- Konstmuseet Sinebrychoff, Finlands Nationalgalleri, Helsingfors.

## Bilder (urval)

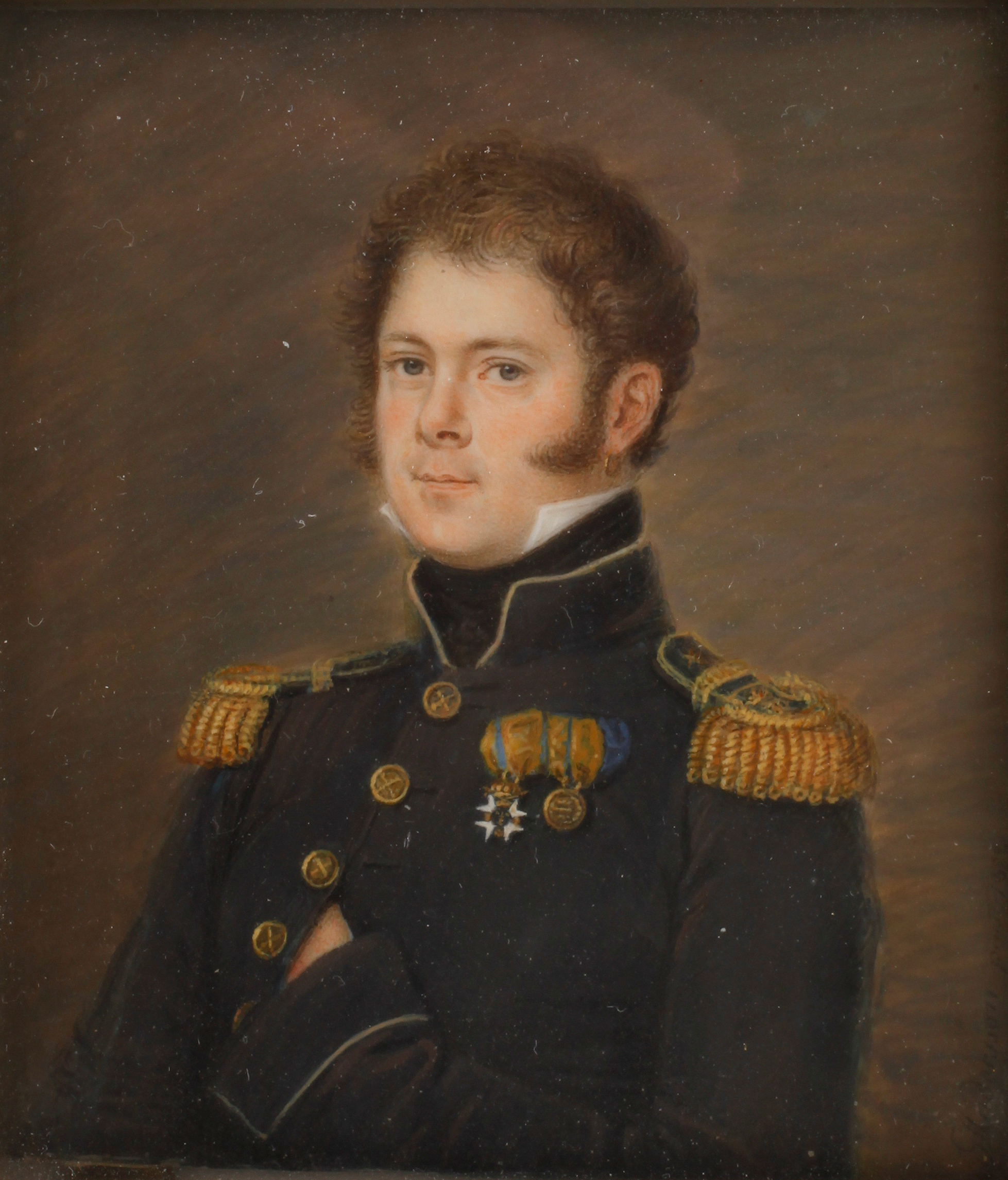
Greve Filip Bogislaus von Schwerin (1790–1865) (1822), officer vid Generalstaben. Gouache på ben
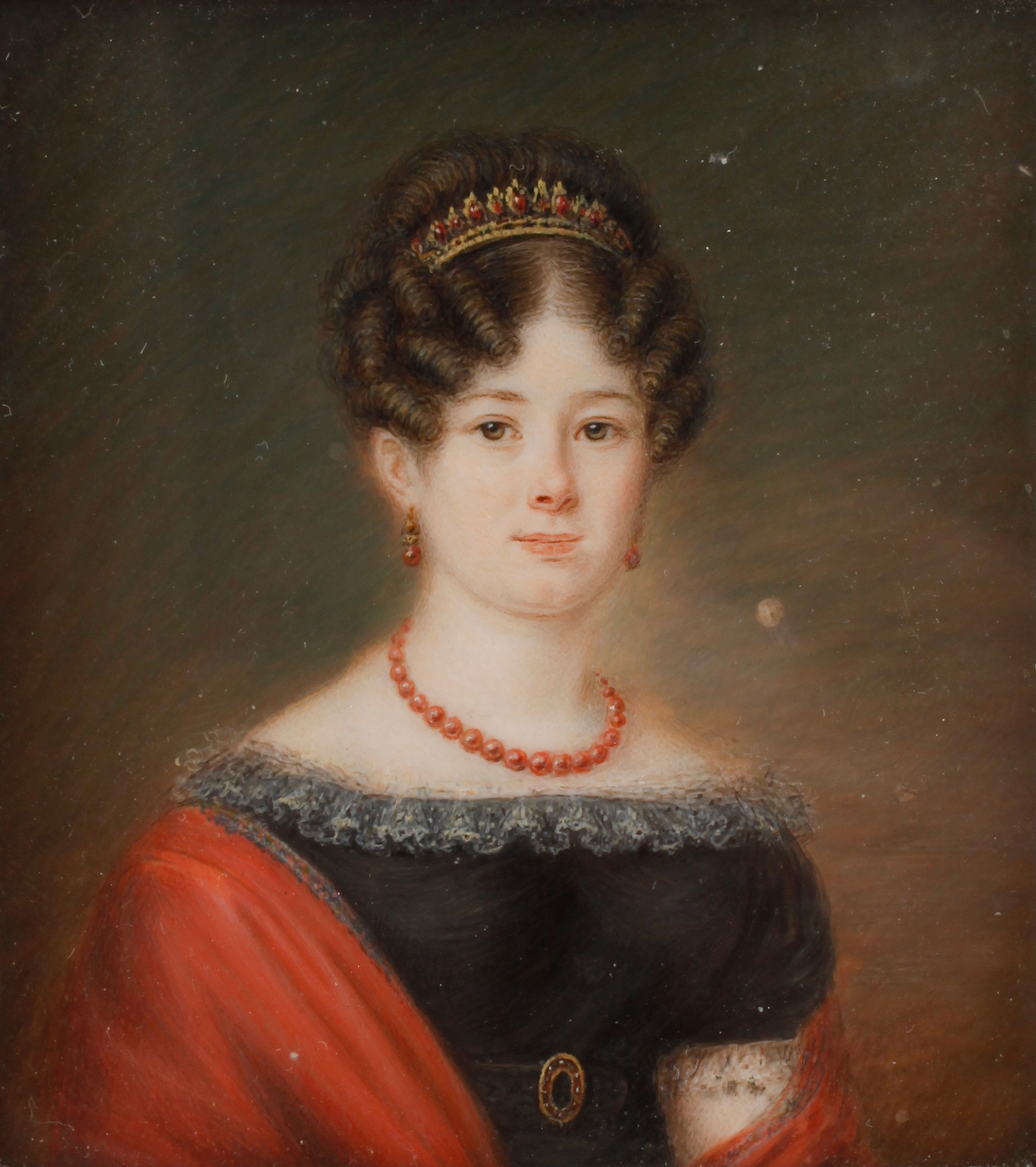
Grevinnan Charlotta von Schwerin, född Liljencrantz (1803–1864) (1822), maka till Filip Bogislaus von Schwerin. Gouache på ben.
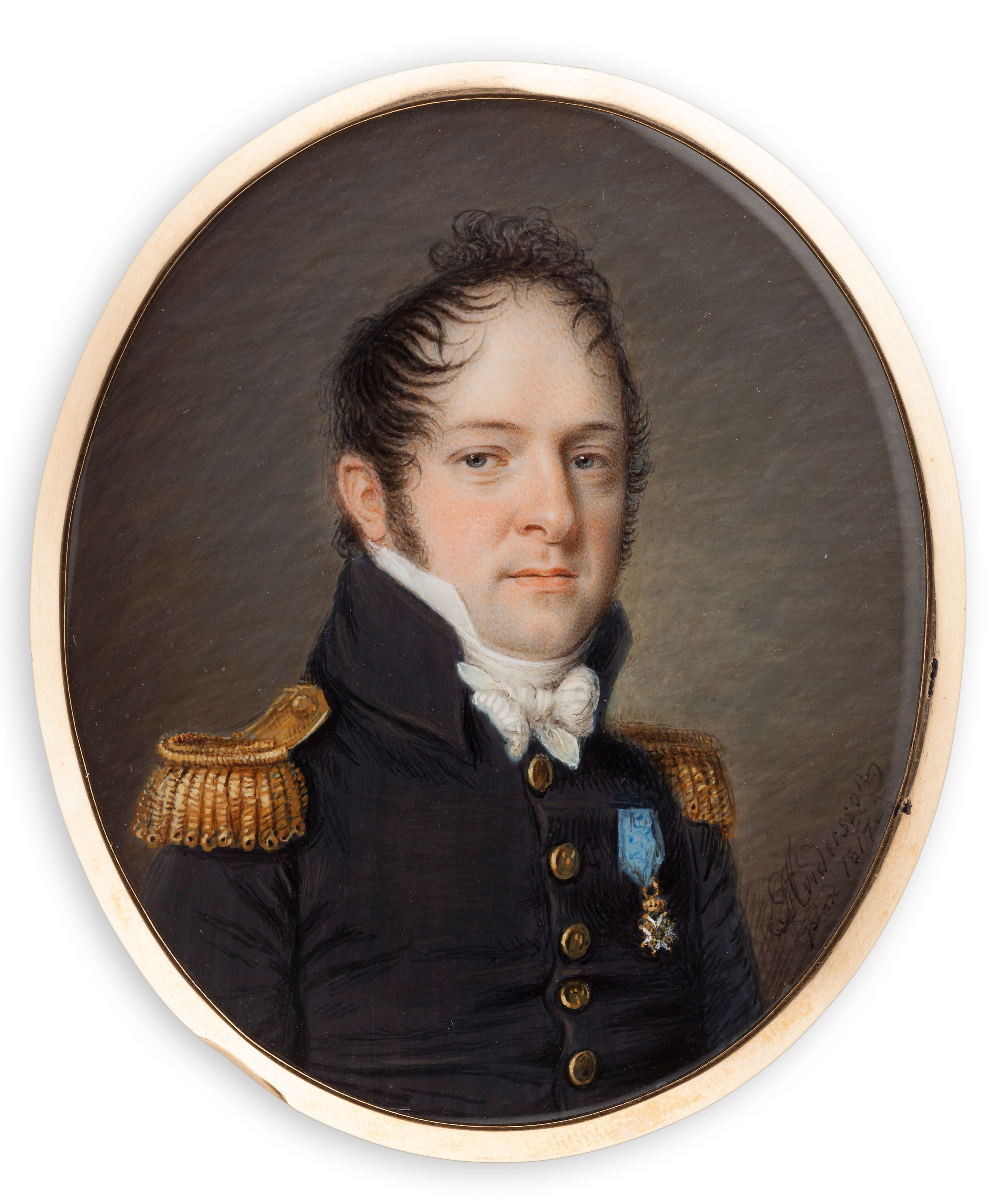
Kanslirådet Göran Zakarias af Segerström (1785–1827), Konstmuseet Sinebrychoff, Finlands Nationalgalleri, Helsingfors.
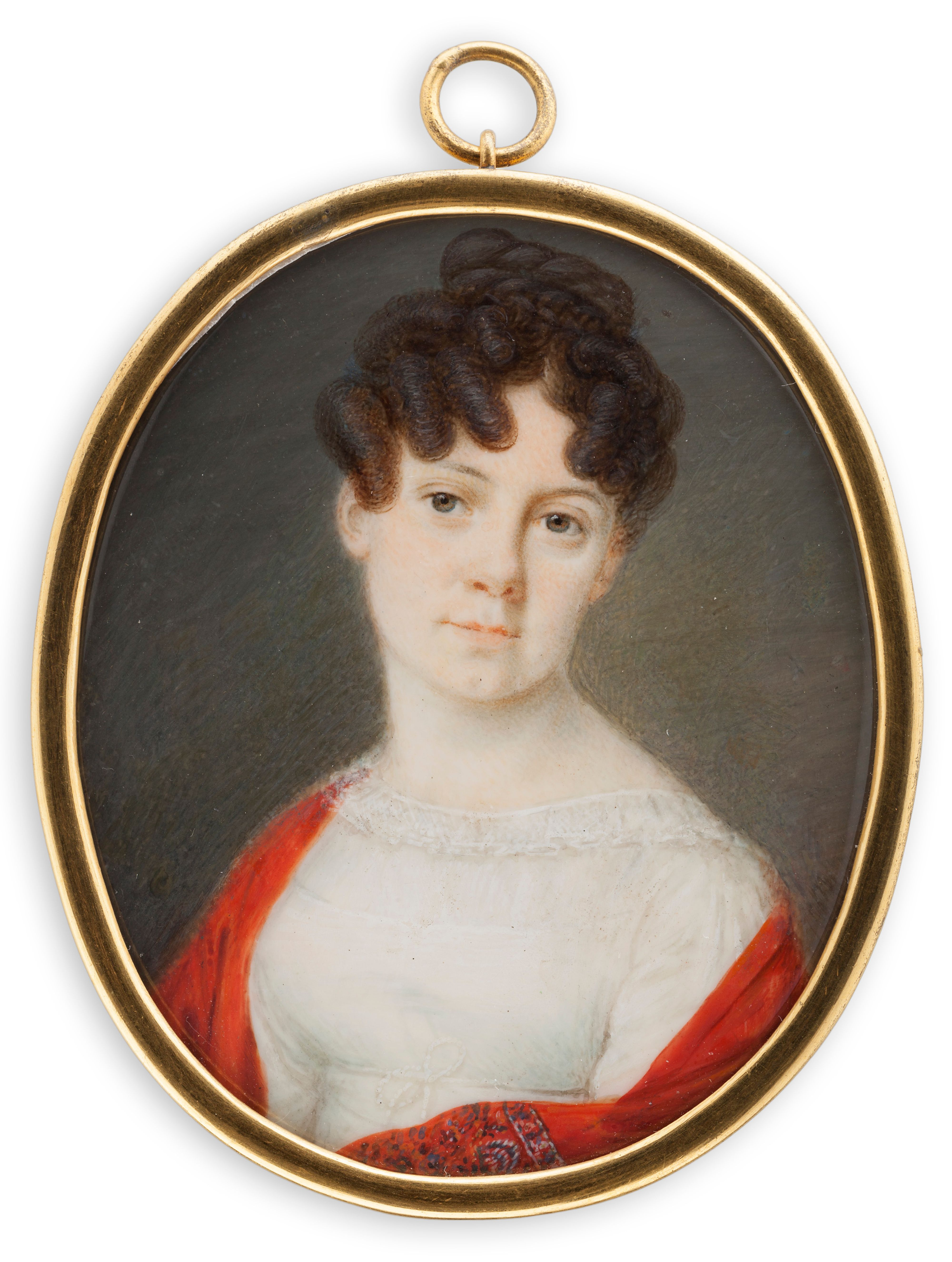
Madam de la Grange, Konstmuseet Sinebrychoff, Finlands Nationalgalleri, Helsingfors.
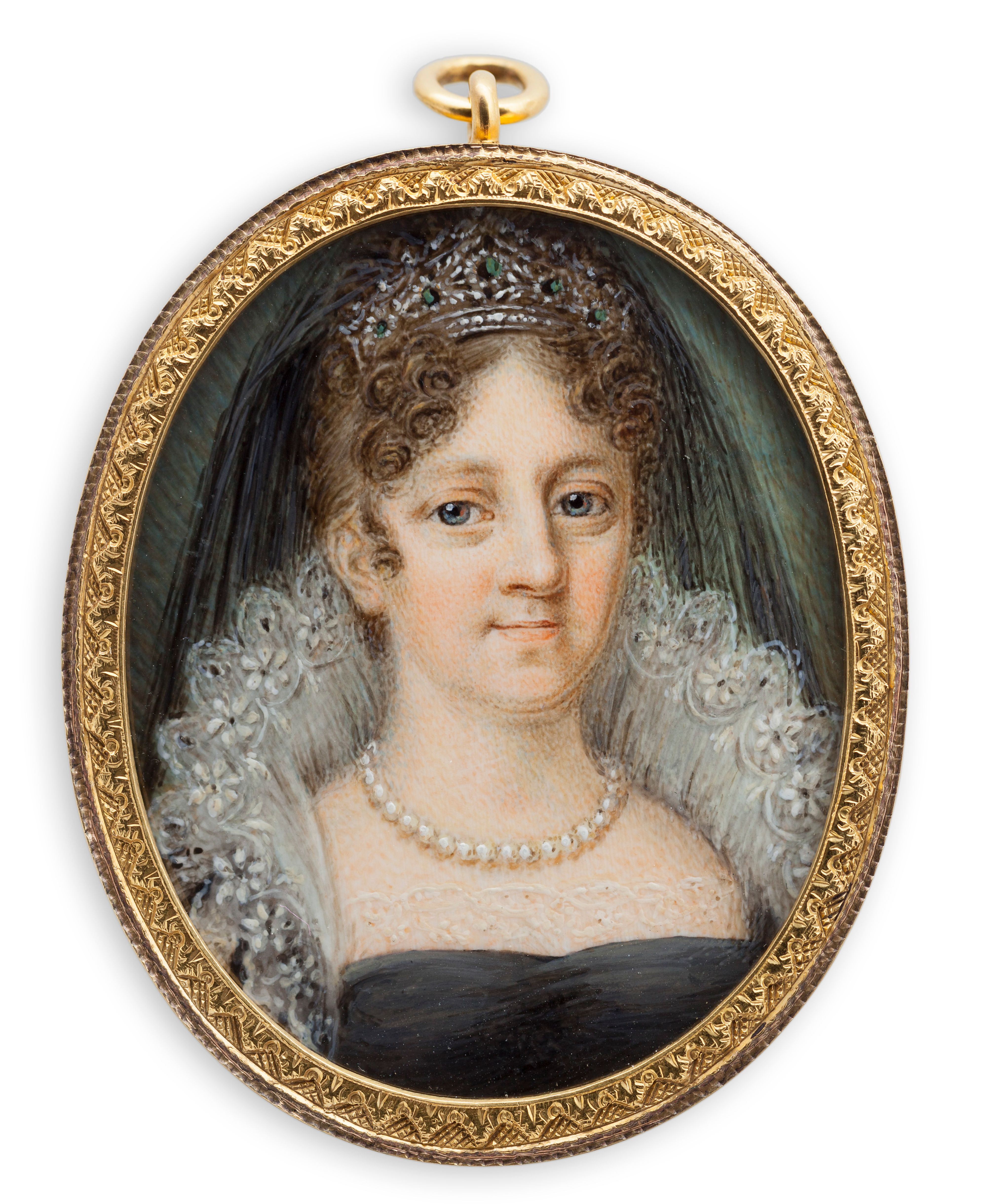
Drottning Hedvig Elisabet Charlotta av Holstein-Gottorp (1759–1818), Konstmuseet Sinebrychoff, Finlands Nationalgalleri, Helsingfors.
Viceamiral Fredrik Henrik af Chapman (1721–1808) (1808), akvarell på pergament, Nationalmuseum, Stockholm.
Jacob Gödecke (1757–1823), sockerbruksägare på Södermalm (1822), Nationalmuseum, Stockholm.